# Guara (bướm đêm)
Guara là một chi bướm đêm thuộc họ Geometridae.

## Các loài
- Guara rhaphis Rindge 1986